# Ан-Брит Лејман
Ан-Брит Лејман (швед. Ann-Britt Leyman, касније (Олсон), Стенунгсубд, Вестра Јеталанд 10. јун 1922 — Хисингс Кера Вестра Јеталанд 5. јануар 2013) била је шведска атлетичарка, која се такмичила у више атлетских дисциплина. Највећи успех постигла је у скоку удаљ када је на Летљим олимпијским играма 1948. освојила бронзану медаљу.
Лејман никад није освојила националу титулу у скоку удаљ, али је освојила 15 националних првенстава спринт: на 80 м (1941), 100 м (1942—44 и 1946—49) и 200 м (1942—47 и 1949). 

## Значајнији резултати
| Година                | Такмичење             | Место                        | Пласман               | Дисциплина            | Резултат              | Белешка |
| Представаљала Шведску | Представаљала Шведску | Представаљала Шведску        | Представаљала Шведску | Представаљала Шведску | Представаљала Шведску |         |
| --------------------- | --------------------- | ---------------------------- | --------------------- | --------------------- | --------------------- | ------- |
| 1946.                 | Европско првенство    | Осло, Норвешка               | 4.                    | 100 м                 | 12,2                  |         |
| 1946.                 | Европско првенство    | Осло, Норвешка               | 6.                    | 200 м                 | 26,2                  |         |
| 1948.                 | Олимпијске игре       | Лондон, Уједињено Краљевство |                       | Скок удаљ             | 5,57 м                |         |

## Лични рекорди
| Дисципина | Резултат | Датум | Место  |
| --------- | -------- | ----- | ------ |
| 100 м     | 12,0     | 1948  |        |
| 200 м     | 25,08    | 1946  |        |
| Скок удаљ | 5,58     | 1948  | Лондон |